# Litteraturåret 1961

## Händelser
Boklotteriet delar för första gången ut Litteraturfrämjandets stora romanpris

## Priser och utmärkelser
- Nobelpriset – Ivo Andric, Jugoslavien[1]
- ABF:s litteratur- & konststipendium – Sture Andersson och Bo Sköld
- Aftonbladets litteraturpris – Birgitta Trotzig
- Bellmanpriset – Gunnar Ekelöf
- BMF-plaketten – Per Anders Fogelström för Mina drömmars stad
- De Nios Stora Pris – Erik Lindegren och Gustav Hedenvind-Eriksson
- Doblougska priset – Sara Lidman, Sverige och Alf Larsen, Norge
- Eckersteinska litteraturpriset – Rolf Dahlström
- Elsa Thulins översättarpris – Aida Törnell
- Landsbygdens författarstipendium – Maj-Britt Eriksson, Walter Dickson och Folke Fridell
- Litteraturfrämjandets stora pris – Artur Lundkvist
- Litteraturfrämjandets stora romanpris – Lars Gyllensten
- Nils Holgersson-plaketten – Åke Holmberg
- Schückska priset – Alrik Gustafson
- Stig Carlson-priset – Ingemar Leckius
- Svenska Akademiens stora pris – John Landquist
- Svenska Akademiens översättarpris – Eva Alexanderson
- Svenska Dagbladets litteraturpris – Bo Carpelan för Den svala dagen
- Sveriges Radios Lyrikpris – Arne Nyman och Elis Elmgren
- Tidningen Vi:s litteraturpris – Zenia Larsson, Sivar Arnér och Emil Hagström
- Villa Massimo – Heinrich Böll
- Östersunds-Postens litteraturpris – Erik Lindegren
- Övralidspriset – Gunnar Axberger

## Nya böcker

### 0 – 9
- 50 dikter av Hjalmar Gullberg

### A – G
- ABC av Lennart Hellsing[2]
- Agadir av Artur Lundkvist
- Allmänna linjen av Janne Bergquist
- Applåd med en hand av Anthony Burgess
- Bark och löv av Lars Ahlin
- Bullerbyboken av Astrid Lindgren[3]
- De tre små mästarna, detektivroman av Kerstin Ekman
- Den gula hästen av Agatha Christie
- En berättelse från kusten av Birgitta Trotzig
- En natt i Otočac av Gunnar Ekelöf
- Ett hus åt Mr Biswas av V.S. Naipaul
- Främling på egen planet av Robert A Heinlein

### H – N
- Höstfärd av Elsa Grave
- Jag och min son av Sara Lidman
- James och jättepersikan av Roald Dahl
- Judasträdet av A.J. Cronin
- Jul i stallet av Astrid Lindgren[4]
- Karantän av Göran Tunström
- Kastanjeprinsessan av Gösta Gustaf-Janson
- Kritstrecket av Bosse Gustafson
- Källan av Walter Ljungquist
- Lotta på Bråkmakargatan av Astrid Lindgren[5]
- Melodi för Kri av Ester Ringnér-Lundgren
- Missnöjets vinter av John Steinbeck
- Moder Natt av Kurt Vonnegut
- Moment 22 av Joseph Heller
- Mot öster – soldat! av Jan Fridegård
- Motsägelser av Werner Aspenström

### O – U
- Om dagen om natten av Werner Aspenström
- Orosåren av Martin Perne
- Outfört av Göran Sonnevi
- Poetisk lek av Sandro Key-Åberg
- På minnets älv av Gustav Hedenvind-Eriksson
- På samma gång av Carl Fredrik Reuterswärd
- SOS från törstens hav av Arthur C. Clarke
- Spår förbi Kolonos av Eyvind Johnson
- Telefon till den döde av John le Carré
- Till varmare länder av P.C. Jersild
- Timotejvägen av Sune Jonsson

### V – Ö
- Vi vandrare av Bo Bergman
- Åskbollen av Ian Fleming
- Översten får inga brev av Gabriel García Márquez

## Födda
- 21 februari – Chuck Palahniuk, amerikansk författare och frilansjournalist.
- 26 februari – Monika Fagerholm, finlandssvensk författare.
- 17 mars – Anna-Karin Palm, svensk författare och kulturjournalist.
- 6 april – Ulf B. Nilsson, svensk kompositör, författare och trubadur.
- 29 maj – Laura Trenter – svensk författare.
- 3 juni – Marie Silkeberg, svensk författare och översättare.
- 6 juli – Jonas Jonasson, svensk journalist och författare.
- 6 augusti – Kjell Westö, finlandssvensk författare.
- 17 augusti – Heléne Lööw, svensk historiker.
- 27 augusti – Rolf Almström, svensk författare.
- 19 september – Sara Arrhenius, svensk skribent, konstkurator och författare.
- 30 december – Douglas Coupland, kanadensisk författare.

## Avlidna
- 10 januari – Dashiell Hammett, 66, amerikansk kriminalförfattare.
- 2 juli – Ernest Hemingway, 61, amerikansk författare, nobelpristagare 1954.
- 19 juli – Hjalmar Gullberg, 63, svensk författare, ledamot av Svenska Akademien.
- 15 augusti – Kerstin Hed, 71, svensk författare.
- 23 september – Elmer Diktonius, 65, finlandssvensk författare.
- 27 september – Hilda Doolittle, 75, amerikansk poet.
- 21 oktober – Nils Ferlin, 62, svensk poet.
- 2 december – Fredrik Böök, 78, svensk litteraturhistoriker och författare.

### Fotnoter
1. ↑  ”Nobelpriset i litteratur”. https://www.nobelprize.org/prizes/lists/all-nobel-prizes-in-literature/. Läst 20 mars 2011.
2. ↑  Gradvall, Nordström, Nordström, Rabe, Jan, Björn, Ulf, Anina. Tusen svenska klassiker. Norstedts Förlagsgrup. Läst 12
3. ↑  ”Astrid Lindgren”. http://www.astridlindgren.se/verken/bocker/samlingsvolymer. Läst 21 mars 2011.
4. ↑  ”Astrid Lindgren”. http://www.astridlindgren.se/verken/bocker/bilderbocker. Läst 21 mars 2011.
5. ↑  ”Astrid Lindgren”. http://www.astridlindgren.se/verken/bocker/textbocker?page=1. Läst 21 mars 2011.